# Regildenia Moura
Regildenia de Holanda Moura (Ouricuri, 8 de fevereiro de 1974) é uma autônoma e ex-árbitra de futebol brasileira.

## Profissional
Regildenia nasceu em Ouricuri, em Pernambuco, mas passou a infância em Juazeiro, Bahia. É a caçula de seis irmãos e foi graças a um deles, Eraldo, jogador de várzea e árbitro, que ela se interessou pelo futebol e pelo apito.
Em 1991 se mudou para São Bernardo do Campo, estado de São Paulo. Em 2000, ela começou a se preparar fazendo cursos de arbitragem e foi na liga de futebol amador em São Bernardo do Campo que ela começou a apitar. Regildenia é graduada em Gestão Desportiva e Lazer.
Foi árbitra da Federação Paulista de Futebol (FPF) a partir de 2004. Em 2007, passou para o quadro da Confederação Brasileira de Futebol (CBF) e, 2012, para a Federação Internacional de Futebol (FIFA).
Em 2015, Regildenia entrou na Justiça contra o presidente do Sindicato dos Árbitros de Futebol do Estado de São Paulo e membro da Comissão de Arbitragem da FPF, Arthur Alves Junior, por assédio moral e sexual.
Em seu último ano de carreira, 2019, foi árbitra principal de jogos da Série A3 do Paulista Masculino, do Brasileiro Feminino A2 — entre eles o primeiro jogo da final entre São Paulo e Cruzeiro — e do Brasileiro Feminino A1 — como a decisão entre Corinthians e Ferroviária no Parque São Jorge.
Encerrou a carreira de arbitragem em 5 de outubro de 2019, no Estádio da Rua Javari, em São Paulo, no jogo entre Juventus e Santos válido pelo Campeonato Paulista masculino Sub-20.
Atuou como assessora da Confederação Sul-Americana de Futebol, avaliando árbitros que atuariam na Copa Libertadores da América de 2020.
Se tornou a primeira mulher a integrar a Comissão de Arbitragem da CBF. Seu trabalho no departamento de arbitragem feminino foi elogiado por promover um ambiente mais acolhedor, e sua presença garante representatividade.
Atua também na formação de novas profissionais da arbitragem. Em julho de 2023, coordenou o Curso FIFA - Rap Feminino 2023, um curso voltado para formação de arbitragem feminina, promovido pela CBF e pela FIFA.